# Geografija Kitajske
Kitajska je zelo fizično raznolika. V grobem jo delimo na Nizko Kitajsko in Visoko Kitajsko. Na vzhodu in ob južni obali države ter velikih rekah so obsežne rodovitne nižine in vznožja. So lokacija večine kitajske kmetijske proizvodnje in človeškega prebivalstva. Južna območja države (južno od reke Jangce) sestavljajo hribovit in gorat teren. Na zahodu in severu države prevladujejo potopljene kotline (kot sta Gobi in Takla Makan), valovite planote in visoki masivi. Obsega del najvišje planote na svetu, Tibetanske planote, in ima veliko manjši kmetijski potencial in prebivalstvo.
Tradicionalno se je kitajsko prebivalstvo osredotočalo na osrednjo kitajsko nižino in se usmerilo na svoj ogromen kopenski trg ter se razvijalo kot imperialna sila, katere središče je ležalo v srednjem in spodnjem toku Rumene reke na severnih nižinah. 18.000 km obale se je v veliki meri uporabljalo za izvozno usmerjeno trgovino, zaradi česar so obalne province postale vodilno gospodarsko središče.
Ljudska republika Kitajska ima površino približno 9.600.000 km². Natančno ozemlje je včasih sporno zaradi mejnih sporov, predvsem glede Tajvana, Aksai Čina, Trans-Karakoramskega trakta in Južnega Tibeta. Območje Ljudske republike Kitajske je 9.596.960 km² glede na CIA The World Factbook. Je tretja ali četrta največja država na svetu in je nekoliko večja ali nekoliko manjša od ZDA, odvisno od tega, kako se meri površina Združenih držav. Obe državi sta manjši od Rusije in Kanade ter večji od Brazilije.

## Fizična geografija

### Splošno
Kitajska vlada je topografijo Kitajske razdelila na pet homogenih fizičnih makroregij, in sicer vzhodno Kitajsko (razdeljeno na severovzhodno nižino, severno nižino in južno gričevje), Šindžjang-Mongolijo in Tibetansko višavje. Raznolika je z zasneženimi gorami, globokimi rečnimi dolinami, širokimi kotlinami, visokimi planotami, valovitimi ravnicami, terasastimi griči, peščenimi sipinami s številnimi drugimi geografskimi značilnostmi in drugimi oblikami reliefa, ki so prisotne v neštetih različicah. Na splošno je zemljišče visoko na zahodu in se spušča do vzhodne obale. Gore (33 %), planote (26 %) in hribi (10 %) predstavljajo skoraj 70 % površine države. Večina obdelovalne zemlje in prebivalstva v državi leži v nižinah (12 %) in kotlinah (19 %), čeprav so nekatere največje kotline polne puščav. Razgiban teren države predstavlja težave pri gradnji kopenske prometne infrastrukture in zahteva obsežno terasiranje za vzdrževanje kmetijstva, vendar je ugodno za razvoj gozdarstva, mineralnih in vodnih virov ter turizma.

### Vzhodna Kitajska
Severovzhodna nižina
Severovzhodno od Šanhaiguana se ozek odsek ravnega obalnega zemljišča odpre v prostrano Severovzhodno kitajsko nižino. Ravnine se razprostirajo proti severu do krone 'kitajskega petelina', blizu mesta, kjer se stekata gorovji Veliki in Mali Hingan. Gorovje Čangbai na vzhodu ločuje Kitajsko od Korejskega polotoka.
Severna ravnica
Gorovje Taihang tvori zahodno stran trikotne Severnokitajske nižine. Drugi dve strani sta pacifiška obala na vzhodu in reka Jangce na jugozahodu. Oglišča tega trikotnika so Peking na severu, Šanghaj na jugovzhodu in Jičang na jugozahodu. Ta aluvialna nižina, ki jo napajata Rumena reka in Jangce, je ena najbolj gosto poseljenih regij Kitajske. Edine gore v nižini so Taišan v Šandongu in gore Dabie v Anhuiju.
Peking, na severni konici Severnokitajske nižine, je zaščiten s stičiščem gorovja Taihang in Jan. Severneje so bolj suha travišča Notranje Mongolske planote, ki so tradicionalno dom pastirjev. Na jugu so kmetijske regije, kjer tradicionalno živi stalno prebivalstvo. Veliki kitajski zid je bil zgrajen čez gore, ki označujejo južni rob Notranje Mongolske planote. Obzidje iz obdobja Ming poteka več kot 2000 km od vzhoda proti zahodu od Šanhaiguana na bohajski obali do Heši koridorja v Gansuju.
Jug (hribi)
- Kraška pokrajina okoli Jangšuo v Guangši
- Severno pobočje Čangbaišan v provinci Džilin, blizu meje s Severno Korejo
- Peščene sipine puščave Gobi blizu Dunhuanga v provinci Gansu
- Lesna planota blizu Hunjuana v provinci Šanši

Vzhodno od Tibetanske planote se globoko nagubane gore razprostirajo proti Sečuanski kotlini, ki je obdana z gorami z 1000–3000 m nadmorske višine. Dno kotline ima povprečno nadmorsko višino 500 m in je dom enega najbolj gosto obdelanih in poseljenih območij Kitajske. Sečuansko kotlino na severu omejuje vzhodno nadaljevanje gorovja Kunlun, Činling in Dabašan. Pogorji Činling in Dabašan tvorita glavno ločnico sever-jug čez ožjo Kitajsko, tradicionalno osrednje območje Kitajske. Jugovzhodno od Tibetanske planote in južno od Sečuanske kotline je planota Junan-Guidžou, ki zavzema večji del jugozahodne Kitajske. Ta planota s povprečno nadmorsko višino 2000 m je znana po apnenčasto kraški pokrajini.
Južno od Jangceja je pokrajina bolj razgibana. Tako kot provinca Šanši na severu imata tudi Hunan in Džiangši provinčno jedro v porečju, ki je obdano z gorami. Pogorje Vuling ločuje Guidžou od Hunana. Luošiao in Džingang delita Hunan od Džjangšija, ki ga od Fudžiana ločuje gorovje Vuji. Jugovzhodne obalne province, Džedžjang, Fudžian in Guangdong, imajo razgibane obale z žepi nižinske in gorate notranjosti. Nanling, vzhodno-zahodna gorska veriga čez severni Guangdong, ločuje Hunan in Džjangši od Guangdonga.

### Šindžjang-Mongolija
Severozahodno od Tibetanske planote, med severnim pobočjem Kunluna in južnim pobočjem Tianšana, je velika Tarimska kotlina v Šindžjangu, ki vsebuje puščavo Takla Makan. Tarimska kotlina, največja na Kitajskem, meri 1500 km od vzhoda proti zahodu in 600 km od severa proti jugu na svojih najširših delih. Povprečna nadmorska višina v kotlini je 1000 m. Na vzhodu se kotlina spusti v depresijo Hami-Turpan v vzhodnem Šindžjangu, kjer je posušeno dno jezera Ajding, na −154 m pod morsko gladino, najnižja točka na površju Kitajske in tretja najnižja na svetu. S temperaturami, ki so dosegle 49,6 stopinj C, je dno jezera eno najbolj vročih krajev na Kitajskem. Severno od Tjanšana je drugo veliko porečje Šindžjanga, Džungarija, ki vsebuje puščavo Gurbantüngüt. Kotlino Džungarija na severu obdaja Altajsko gorovje, ki ločuje Šindžjang od Rusije in Mongolije.
Severovzhodno od Tibetanske planote se gorovji Altun Šan in Čilian odcepi od Kunluna in ustvarja vzporedno gorovje, ki teče vzhod-zahod. Vmes v severnem Činghaiju je Čajdamska kotlina z nadmorsko višino 2600–3000 m ter številnimi brakičnimi in slanimi jezeri. Severno od Čiliana je Heši koridor, naravni prehod med Šindžjangom in ožjo Kitajsko, ki je bil del starodavne Svilne poti in ga  prečkajo sodobne avtoceste in železniške proge do Šindžjanga. Severneje se notranja mongolska planota, med 900–1500 m nadmorske višine, loči proti severu hrbtenice Kitajske in postane pogorje Veliki Hingan na severovzhodu Kitajske.
Med Činlingom in notranjo mongolsko planoto je puhlična planota, največja te vrste na svetu, ki pokriva 650.000 km² v Šanšiju, delih province Gansu ter nekaterih delih avtonomne regije Ningšja-Hui. Planota je visoka 1000–1500 m in je napolnjena s puhlico, rumenkasto, rahlo prstjo, ki jo veter zlahka prenaša. Erodirani puhlični mulj daje Rumeni reki barvo in ime. Puhlično planoto na vzhodu omejuje gora Luliang v Šanšiju, ki ima ozko kotlino, ki teče od severa proti jugu vzdolž reke Fen. Bolj vzhodno so gore Taihang v Hebeju, prevladujoča topografska značilnost severne Kitajske.
Višavje
Najvišje gore na svetu Karakorum, Pamir in Tjanšan ločujejo Kitajsko od južne in srednje Azije. Enajst od sedemnajstih najvišjih gorskih vrhov na Zemlji je na zahodnih mejah Kitajske. Med njimi sta najvišji vrh na svetu Mount Everest (8848 m) v Himalaji na meji z Nepalom in drugi najvišji vrh na svetu K2 (8611 m) na meji s Pakistanom. S teh visokih višin na zahodu se dežela stopničasto spušča kot terasa.
Severno od Himalaje in vzhodno od Karakoruma/Pamirja je prostrana Tibetanska planota. Je največja in najvišja planota na svetu, zato je neuradno znana tudi kot 'streha sveta'. Njena povprečna višina je 4000 metrov nad morsko gladino. Njena površina je 2,5 milijona kvadratnih kilometrov, kar je nekaj več kot četrtina celotne površine Kitajske. Na severu je planota obrobljena z gorovjem Kunlun, ki se razteza proti vzhodu od stičišča Pamirja, Karakoruma in Tjanšana.
Najvišji gorski vrhovi
Poleg Mt. Everesta in K2 je ostalih 9 od 17 najvišjih vrhov na svetu na zahodnih mejah Kitajske: Lhotse (8516 m, 4. najvišji), Makalu (8485 m, 5.), Čo Oju (8188 m, 6.), Gjačung Kang (7952 m, 15.) Himalaje na meji z Nepalom in Gašerbrum I (8080 m, 11.), Broad Peak (8051 m, 12.), Gašerbrum II (8035 m, 13.), Gašerbrum III (7946 m, 16.) in Gašerbrum IV (7932 m, 17.) v Karakorumu na meji s Pakistanom. Najvišji vrh v celoti znotraj Kitajske je Šišapangma (8013 m, 14.) tibetanske Himalaje v okrožju Njalam avtonomne regije Tibet. Skupno je 9 od 14 svetovnih gorskih vrhov, višjih od 8000 m, v ali na meji Kitajske. Drug pomemben himalajski vrh na Kitajskem je Namčabarva (7782 m, 28.), blizu velikega ovinka reke Yarlung Tsangpo (zgornja Brahmaputra) v vzhodnem Tibetu in velja za vzhodno sidro Himalaje.
Zunaj Himalaje in Karakoruma so najvišji vrhovi Kitajske Kongur Tagh (7649 m, 37.) in Muztagh Ata (7546 m, 43.) v Pamirju v zahodnem Šindžjangu, Gonga Šan (7556 m, 41.) v Velikih snežnih gorah zahodnega Sečuana ; in Tömür Šan (7439 m, 60.), najvišji vrh Tjanšana, na meji s Kirgizistanom.
- Najvišji vrh v celoti znotraj Kitajske je Šišapangma (8013 m, 14.) tibetanske Himalaje v okrožju Njalam v Tibetski avtonomni regiji
- Severna stena Mount Everesta v Himalaji s tibetanske strani kitajsko-nepalske meje
- Karakorum v Šindžjangu

## Reke
Kitajska je imela prvotno ocenjeno število 50.000 rek. Vendar pa je zaradi statističnih odstopanj, izgube vode in prsti ter podnebnih sprememb trenutno ocenjenih le še 22.000 rek. Reke na Kitajskem imajo skupno dolžino 420.000 kilometrov. 1.500 jih ima porečje, ki presega 1000 kvadratnih kilometrov. Večina rek teče od zahoda proti vzhodu v Tihi ocean. Jangce (Chang Jiang) izvira v Tibetu, teče skozi osrednjo Kitajsko in se blizu Šanghaja izlije v Vzhodnokitajsko morje. Jangce je dolga 6300 kilometrov in ima porečje 1,8 milijona kvadratnih kilometrov. Je tretja najdaljša reka na svetu, takoj za Amazonko in Nilom. Druga najdaljša reka na Kitajskem je Huáng Hé (kitajsko: 黄河, Rumena reka). Izvira v Tibetu in krožno potuje 5464 kilometrov skozi severno Kitajsko, izliva se v zaliv Bo Hai na severni obali province Šandong. Ima porečje 752.000 kvadratnih kilometrov. Heilongdžjang (kitajsko: 黑龙江; pinjin: Hēilóng Jiāng ali Reka črnega zmaja) teče 3101 kilometrov na severovzhodu Kitajske in dodatnih 1249 kilometrov v Rusiji, kjer je znana kot Amur. Najdaljša reka v južni Kitajski je Džudžjang (kitajsko: 珠江, Biserna reka), ki meri 2214 kilometrov. Skupaj s tremi pritoki, rekami Ši (zahod), Dong (vzhod) in Bei (sever), tvori delto Biserne reke v bližini Guangdžova, Džuhaia, Makava in Hong Konga. Druge večje reke so Liaohe na severovzhodu, Haihe na severu, Čiantang na vzhodu in Lancang na jugozahodu.
Notranja drenaža, ki vključuje gorske kotline na severu in severovzhodu, predstavlja 40 % celotnega drenažnega območja države. Številne reke in potoki se izlivajo v jezera ali pa se zmanjšajo v puščavi. Nekatere se uporabljajo za namakanje.
Kitajske teritorialne vode so predvsem robna morja zahodnega Tihega oceana. Te vode ležijo na razčlenjeni obali celine in približno 5000 otokov. Rumeno morje, Vzhodnokitajsko morje in Južnokitajsko morje so robna morja Tihega oceana. Več kot polovica obale, pretežno na jugu, je skalnata; večina preostanka je peščena. Zaliv Hangdžov v grobem deli obe vrsti obale.
Severna ravnina
V severnokitajski nižini je gladina reke strma, kjer se reka nadaljuje čez delto, prenaša velik tovor peska in blata, ki se odlaga na ravno nižino. Tok je omogočen z umetnimi nasipi. Posledično reka teče po dvignjenem grebenu petdeset metrov nad ravnino. Vodenje, poplave in spremembe strug so se ponavljale skozi stoletja. Tradicionalno so vladarje ocenjevali po njihovi zaskrbljenosti ali brezbrižnosti za ohranitev nasipov. V moderni dobi je Kitajska sprejela obsežne ukrepe za nadzor in ohranitev poplav.
Rumena reka, ki teče od izvira v visokogorju Čingzang, teče proti morju skozi severnokitajsko nižino, zgodovinsko središče kitajske širitve in vpliva. Kitajci Han so obdelovali bogata aluvialna tla že od antičnih časov in v cesarskem obdobju zgradili Veliki prekop za prevoz sever-jug. Nižina je nadaljevanje Dongbejske (mandžurske) nižine na severovzhodu, vendar je od nje ločena z Bohajskim morjem, podaljškom Rumenega morja.
Tako kot druga gosto poseljena območja Kitajske je nižina izpostavljena poplavam in potresom. Rudarsko in industrijsko središče Tangšan, 165 km vzhodno od Pekinga, je potres julija 1976 porušil z zemljo, po številu smrtnih žrtev pa naj bi bil to največji potres v 20. stoletju.
Reka Hai, tako kot Biserna reka, teče od zahoda proti vzhodu. Njen zgornji tok je sestavljen iz petih rek, ki se zlivajo blizu Tiandžina, nato pa tečejo sedemdeset kilometrov, preden se izlijejo v Bohajsko morje. Reka Huai izvira v provinci Henan in teče skozi več jezer, preden se združi z Biserno reko blizu Jangdžov.
Vzhod in Jangce
Gorovje Čin, nadaljevanje gorovja Kunlun, ločuje severnokitajsko nižino od delte reke Jangce in je glavna fiziografska meja med dvema velikima deloma ožje Kitajske. Je kulturna meja, saj vpliva na porazdelitev običajev in jezika. Južno od razcepa gorovja Činling so gosto poseljena in visoko razvita območja spodnjega in srednjega toka reke Jangce in v njenem zgornjem toku Sečuanska kotlina, območje, obdano z visoko pregrado gorskih verig.
Najdaljša in najpomembnejša vodna pot v državi, reka Jangce, je večino svoje dolžine plovna in ima ogromen hidroelektrični potencial. Reka Jangce, ki izvira na planoti Čingzang, prečka 6300 km skozi srce države in odmaka območje 1.800.000 km², preden se izlije v Vzhodnokitajsko morje. V njenem srednjem in spodnjem toku živi približno 300 milijonov ljudi. Območje je velik proizvajalec riža in pšenice. Sečuanska kotlina zaradi svojega blagega, vlažnega podnebja in dolge rastne dobe daje različne pridelke. Je vodilno območje za proizvodnjo svile in pomembna industrijska regija z znatnimi mineralnimi viri.
Gorovje Nanling, najjužnejše od gorskih verig vzhod-zahod, gleda na območja na Kitajskem s tropskim podnebjem. Podnebje omogoča pridelavo dveh pridelkov riža na leto. Jugovzhodno od gora leži obalno, hribovito območje majhnih delt in ozkih dolinskih ravnic. Drenažno območje Biserne reke in z njo povezano mrežo rek zavzema velik del regije na jugu. Zahodno od Nanlinga se planota Junan-Guidžov dviga v dveh korakih, v povprečju 1200 oziroma 1800 m nadmorske višine, proti prepadnim gorskim območjem vzhodne planote Čingzang.

### Geologija in naravni viri
Kitajska ima znatne mineralne zaloge in je največja svetovna proizvajalka antimona, naravnega grafita, volframa in cinka. Drugi glavni minerali so aluminij, boksit, premog, surova nafta, diamanti, zlato, železova ruda, svinec, magnetit, mangan, živo srebro, molibden, zemeljski plin, fosfatne kamnine, kositer, uran in vanadij. Kitajski hidroenergetski potencial je največji na svetu.

### Raba tal
Na podlagi ocen iz leta 2005 je 14,86 % (približno 1.400.000 km²) celotne površine Kitajske obdelovalne. Približno 1,3 % (približno 116.580 km²) je zasajenih s trajnimi nasadi, ostalo pa z začasnimi nasadi. S sorazmerno malo zemlje, zasajene s trajnimi nasadi, se uporabljajo intenzivne kmetijske tehnike za žetev pridelka, ki zadošča za prehrano največjega svetovnega prebivalstva in ima še vedno presežek za izvoz. Ocenjuje se, da je bilo leta 2004 namakanih 544.784 km² zemlje. 42,9 % celotne površine je bilo uporabljeno kot pašnik, 17,5 % pa je bil gozd.

## Družbena geografija

### Zgodovina
Kitajska zgodovina se pogosto razlaga z vidika več strateških območij, opredeljenih s posebnimi topografskimi mejami. Začenši s kitajsko osrednjo nižino, nekdanjega osrčja prebivalstva Hanov, se je ljudstvo Han razširilo vojaško in nato demografsko proti Puhlični planoti, Sečuanski kotlini in južnemu gričevju (kot je opredeljeno na zemljevidu na levi), ne brez odpora lokalnega prebivalstva. Zaradi sorazmerno višje demografske rasti so Hani nadaljevali svojo širitev z vojaškimi in demografskimi valovi. Skrajni jug današnje Kitajske, severne dele današnjega Vietnama in Tarimsko kotlino so prve dosegle in trajno ukrotile vojske dinastije Han. Severne stepe so bile vedno vir vpadov na Kitajsko, ki so dosegli vrhunec v 13. stoletju z mongolsko osvojitvijo celotne Kitajske in ustanovitvijo mongolske dinastije Juan. Mandžurija, večji del današnje severovzhodne Kitajske in Korejski polotok običajno niso bili pod kitajskim nadzorom, z izjemo nekaterih omejenih obdobij okupacije. Mandžurija se je v času pozne dinastije Čing močno vključila v kitajski imperij, medtem ko je zahodna stran gorovja Čangbai, nekoč dom korejskih plemen, tako vstopila tudi na Kitajsko.

### Demografska geografija
Demografska zasedba sledi topografiji in razpoložljivosti nekdanjih obdelovalnih površin. Črta Heihe–Tengčong, ki poteka od Heiheja v Heilongsžjangu do okrožja Tengčong v Junanu, deli Kitajsko na dva približno enaka dela – glede na geografsko območje, pri čemer so območja zahodno od črte redko poseljena, območja na vzhodu pa na splošno gosto poseljena. 
Danes obstaja 5 glavnih religij, ki jih priznava država; budizem, taoizem, protestantizem, katolicizem in islam. Budizem in ljudska verstva predstavljajo približno 21 % prebivalstva, medtem ko protestanti predstavljajo 5 %, islam pa 1,6 % prebivalstva. Precejšnje število budistov živi v jugozahodni tibetanski regiji države, ki meji na Nepal, Bangladeš in Butan ter predvsem Indijo, rojstni kraj budizma. Islamsko prebivalstvo, ki ga večinoma sestavljajo Hui in Ujgurski muslimani, je skoncentrirano v severozahodni regiji Šindžjang v državi, ki meji na Mongolijo, Kazahstan, Kirgizistan, Tadžikistan, Afganistan, Pakistan, Indijo in Rusijo.

### Upravna geografija
Kitajska upravna geografija je nastala predvsem med upravnimi reorganizacijami leta 1949 in 1954. Te reorganizacije so bile vir številnih razprav na Kitajskem. Poleg tega je bil Guangdong prepuščen zemljišču Guangšiju, da bi slednjemu omogočil takojšen dostop do Tonkinškega zaliva, medtem ko je bil Hainan leta 1988 ločen od Guangdonga, Čongking pa leta 1997 od Sečuana.

## Kmetijstvo
Ker država nadaljuje z industrializacijo, se je delež kmetijstva kot dela kitajskega BDP v zadnjih letih znižal na 11 %. Od ogromne delovne sile na Kitajskem jih 27,7 % dela v kmetijstvu. Glavni kmetijski uvoz Kitajske je pšenica iz Argentine, Avstralije, Kanade in Francije. Uvozijo približno štiri do pet milijonov metričnih ton pšenice na leto in lahko kupijo pšenico za približno 700 dolarjev na tono, zaradi česar je pšenica najpomembnejši kmetijski uvoz Kitajske. Po drugi strani pa je najpomembnejši kmetijski izvoz Kitajske riž. Kitajska izvozi približno 750.000 metričnih ton riža na leto za približno 1200 $ na tono. Drugi pomembni kmetijski izvozi iz Kitajske so krompir, koruza, tobak, arašidi, čaj, jabolka, bombaž, svinjina, ovčetina, jajca, ribe in kozice.
Po podatkih Svetovne banke je bilo leta 2015 skupne kitajske obdelovalne zemlje ocenjene na 119.000.000 hektarjev. Od leta 2005 je obdelovalna zemlja na Kitajskem upadala in skupna obdelovalna zemlja na prebivalca je dosegla 0,2 hektarja. V odstotkih predstavljajo kmetijska zemljišča približno 54,7 % zemljišč. 
Podnebje v državi je težko opisati, ker se zelo razlikuje glede na regijo Kitajske. Najjužnejši deli države so skoraj tropski, najsevernejši del pa subarktični.

### Ozemeljski in mejni spori
Ozemlje Kitajske je bilo opredeljeno kot domovina za številne različne etnične in rasne skupine v državi. Vendar se način, na katerega je bilo ozemlje opredeljeno, razlikuje med etničnimi skupinami. V odnosu do Han Kitajcev je bila domovina določena z državnimi mejami, ki so mednarodno bolj ali manj sprejete. To je zato, ker so Kitajci Han največja populacija in imajo največji politični vpliv kot katera koli druga etnična populacija na Kitajskem. Za kitajsko prebivalstvo Han je ozemlje države opredeljeno z regijami Tibet, notranja Mongolija, Mandžurija in provinca Šindžjang, ki je najbolj zahodna dežela Kitajske. Kitajsko ozemlje je drugo največje po površini in ima tudi najdaljšo kombinirano kopensko mejo na svetu. Vendar pa na Kitajskem obstaja veliko drugih etničnih skupin, ki imajo svoje definicije o ozemlju Kitajske.
Ena skupina ljudi na Kitajskem so Tibetanci. Kitajska vlada Han Tibetance in deželo Tibet smatra za del Kitajske in da je ozemlje Tibeta prav tako del države. Vendar pa se mnogi Tibetanci ne strinjajo in danes protestirajo ter se zbirajo za svobodo. Za to etnično populacijo se ozemlje Tibeta ne šteje za del Kitajske in zato ni opredeljeno kot kitajsko ozemlje. Vendar pa kitajska vlada še vedno obravnava Tibet kot ozemlje Kitajske, kar odraža spor pri opredelitvi kitajskega ozemlja med dvema etničnima skupinama.
Druga skupina ljudi, ki ima spor glede opredelitve ozemlja, so Tajvanci. Tajvanci naseljujejo otok Tajvan in so izrazito politično drugačni, saj imajo prebivalci Tajvana kapitalistično gospodarstvo, ki temelji na prostem trgu, medtem ko vlada celinske Kitajske uporablja komunistično državno gospodarstvo. Obstajajo spori glede opredelitve ozemlja med Tajvanom in Kitajsko, saj kitajska vlada zahteva lastništvo nad Tajvanom, medtem ko nekateri Tajvanci trdijo, da so suverena država, popolnoma neodvisna od vlade celinske Kitajske. Ti spori so privedli do mednarodnih polemik, saj številne države, kot so Združene države Amerike, niso uradno priznale suverenosti Tajvana.

#### Srednja Azija
Kitajska ima več kot 20.000 km kopenske meje, ki si jo deli s skoraj vsemi državami celinske vzhodne Azije in so bile na številnih točkah sporne. V zahodnem sektorju je Kitajska zahtevala dele 41.000 km²  območja gorovja Pamir, območja visokih gorskih vrhov in z ledeniki polnih dolin, kjer se meje Afganistana, Pakistana, nekdanje Sovjetske zveze in Kitajske srečajo v osrednjem delu Azija. Severno in vzhodno od te regije so nekateri odseki meje leta 1987 ostali nerazmejeni. 6542 kilometrov meje s Sovjetsko zvezo je bila vir nenehnih trenj. Leta 1954 je Kitajska objavila zemljevide, ki prikazujejo znatne dele sovjetskega sibirskega ozemlja kot svoje. Na severovzhodu so mejna trenja s Sovjetsko zvezo povzročila napeto situacijo v oddaljenih regijah Notranje Mongolije in Heilongdžianga vzdolž odsekov reke Argun, reke Amur in reke Usuri. Vsaka stran je imela množične enote in izmenjala očitke o mejnih provokacijah na tem območju. V govoru septembra 1986 v Vladivostoku je sovjetski voditelj Mihail Gorbačov Kitajcem ponudil bolj spravljivo stališče do kitajsko-sovjetskih mejnih vprašanj. Leta 1987 sta obe strani obnovili pogovore o meji, ki so bili prekinjeni po sovjetski invaziji na Afganistan leta 1979. Čeprav je vprašanje meje do konca leta 1987 ostalo nerešeno, sta se Kitajska in Sovjetska zveza dogovorili, da bosta najprej obravnavali severovzhodni sektor. Oktobra 2004 je Kitajska z Rusijo podpisala sporazum o razmejitvi celotne 4300 km dolge meje, ki je bila dolgo časa sporna.

#### Južna meja
Vzhodno od Butana in severno od reke Brahmaputra (Yarlung Tsanpo) leži veliko območje, ki ga nadzoruje in upravlja Indija, vendar si ga lastijo Kitajci. Območje je bilo razmejeno z britansko McMahonovo črto, potegnjeno vzdolž Himalaje leta 1914 kot kitajsko-indijska meja; Indija sprejema, Kitajska pa zavrača to mejo. Junija 1980 je Kitajska naredila svojo prvo potezo v dvajsetih letih za rešitev mejnih sporov z Indijo in predlagala, da Indija Kitajski odstopi območje Aksai Čin v Džamuju in Kašmirju v zameno za kitajsko priznanje McMahonove črte; vendar Indija ponudbe ni sprejela in je raje obravnavala problem po sektorjih. Julija 1986 sta Kitajska in Indija izvedli svoj sedmi krog pogovorov o meji, vendar sta dosegli le malo napredka k rešitvi spora. Vsaka stran, predvsem pa Indija, je še naprej obtoževala druge strani o vdorih na njeno ozemlje. Večina gorate in militarizirane meje z Indijo je še vedno sporna, vendar sta se Peking in New Delhi zavezala, da bosta začela reševanje z razpravami o najmanj spornem srednjem sektorju. Indija ne priznava pakistanskega odstopa ozemlja Kitajski v sporazumu o meji iz leta 1964.
Vprašanje meje med Kitajsko in Mjanmarom je bilo rešeno 1. oktobra 1960 s podpisom pogodbe o kitajsko-burmanski meji. Prvi skupni nadzor meje je bil uspešno opravljen junija 1986.
Indija: 15. maja 2015 sta se g. Li iz Kitajske in g. Modi iz Indije pogovarjala v Veliki dvorani ljudstva med Modijevo turnejo po Kitajski. Voditelja sta se pogovarjala o mejnih sporih, ki so se začeli leta 1914, ko so Britanci še nadzorovali Indijo in podpisali sporazum s Tibetom, po katerem bo McMahonova črta postala de facto meja med Indijo in Kitajsko, čeprav je Kitajska ta sporazum zavrnila. Obe državi sta imeli različne zahteve do spornih ozemelj, kot je južnotibetanska regija Zangnan, ki velja za del zvezne države Arunačal Pradeš v Indiji. Doslej so bili le pogovori in nobenih rešitev, napetosti pa še naraščajo, saj vsaka država še naprej krepi regionalne vplive.

#### Morja
Kitajska je vpletena v zapleten spor z Malezijo, Filipini, Vietnamom in morda Brunejem glede Spratlyjevega otočja (Nanša) v Južnokitajskem morju. »Deklaracija o ravnanju pogodbenic v Južnokitajskem morju« iz leta 2002 je ublažila napetosti, vendar ni dosegla pravno zavezujočega kodeksa ravnanja, ki ga je želelo več sprtih strank. Kitajska nadzoruje tudi otočje Paracel (Šiša), ki si jih lasti tudi Vietnam, in uveljavlja zahtevo po otokih Senkaku (Diaoju) v Vzhodnokitajskem morju, ki so pod japonsko upravo.
Južnokitajsko morje: 16. junija 2011 je kitajska vlada poslala eno svojih največjih patruljnih ladij, znano kot Haixun-31, ki jo kitajska vlada opisuje kot rutinsko. Ladja bo šla mimo otočja Paracel in Spratly ter se povzpela od malezijske do filipinske obale. Vietnam, Kitajska, Filipini, Tajvan, Brunej in Malezija imajo konkurenčne zahteve do Spratlyjevega otočja, medtem ko sta Peking in Hanoj v sporu glede otočja Paracel. Hanoj je predlagal večstransko rešitev med azijskimi državami, vendar Kitajska pravi, da se raje pogaja s posameznimi državami ločeno.

### Varovanje meje
Varnost in trdnost kitajskih meja se razlikujeta glede na lokacijo zadevnega odseka meje. To je posledica narave meja in fizične geografije države. Kitajska ima veliko ozemlje, in dejansko porazdelitev prebivalstva zelo nesorazmerno. 60 % odstotkov prebivalstva živi na vzhodni obali Kitajske, ki predstavlja le 22 % njenega ozemlja, medtem ko je ostalih 78 % v notranjosti redko poseljenih z etničnimi manjšinami, kot so Tibetanci, Kazahstanci, Ujguri in druge kitajske muslimanske skupine. Številne od teh skupin so le malo ali nič lojalne osrednji kitajski vladi, kar dodatno prispeva k napeti varnosti kitajskih meja. Zlasti regije Šindžjang in Tibet hranita močna separatistična gibanja.
Tibet: Številni Tibetanci protestirajo in aktivno podpirajo dalajlamo, ki živi v izgnanstvu v tem, kar sam imenuje avtonomni Tibet. Kitajske oblasti ga obtožujejo spodbujanja tibetanske neodvisnosti in mu ne bodo dovolile vrnitve v državo, sicer ga bodo aretirali. Maja 2018 je bil tibetanski aktivist, znan kot Tashi Wangchuk, obsojen na 5 let zapora, ker je izrazil zaskrbljenost nad tem, da kitajska vlada uničuje tibetansko kulturo. Amnesty International je to obsodbo obsodila kot »več kot absurdno«, vendar je bila njegova izpustitev predvidena za leto 2021.
Šindžjang: V tej regiji so ujgurski separatisti izvajali nasilna dejanja za spodbujanje neodvisnosti. Ti kitajski muslimani so pridobili politično in gospodarsko podporo sosednjih območij v srednji Aziji in Turčiji. Vendar so kitajski uradniki veliko teh prizadevanj zatrli. Regija Šindžjang se sooča z obsežnim priseljevanjem Han Kitajcev, vendar Ujguri še vedno predstavljajo 8 od 19 milijonov prebivalcev. Avgusta 2018 je komisija ZN za človekove pravice navedla »verodostojna poročila«, da je več kot milijon ljudi v regiji zaprtih v protiekstremističnih centrih v Šindžjangu, vendar so kitajski uradniki trdili, da so samo »verski ekstremisti« Ujguri deležni prevzgoje in ponovne naselitve.
Kitajsko-ruski odnosi: Kitajska in Sovjetska zveza sta leta 1950 podpisali zavezništvo, ki je gradilo na komunističnih odnosih, ki so segali v dvajseta leta prejšnjega stoletja. Po razhodu med Kitajsko in Sovjetsko zvezo v 1960-ih in 25 let po razhodu je bila meja med Kitajsko in Rusijo ena najbolj neprijaznih meja na svetu. Na neki točki je bilo vzdolž obeh strani meje nameščenih več kot »milijon in pol vojakov, oboroženih z jedrskim orožjem«. Odnosi so se izboljšali sredi 1980-ih, vendar je to posledica zmanjšanja moči Rusije in grožnje kitajski vladi.
Zaradi starodavne zgodovine Kitajske in njene osrednje lege v azijski geografiji je obkrožena s potencialnimi sovražniki in številnimi zapletenimi rivalstvi. Vlada igra tanko mejo med dominacijo in sodelovanjem, da bi ohranila svojo nacionalno identiteto in meje. Vendar pa so zaradi narave njihove politične geografije meje zelo nestanovitne in na različnih območjih meje še vedno obstajajo spori.
Tadžikistan: 13. januarja 2011 se država Tadžikistan strinja, da bo ozemlje prepustila kitajski vladi. Tadžikistanski parlament je glasoval za ratifikacijo dogovora iz leta 1999 o odstopu 1000 kvadratnih kilometrov zemlje v oddaljenem gorovju Pamir, za katerega Kitajci trdijo, da je temeljito rešil stoletni mejni spor. Kitajska je največja vlagateljica v tadžikistansko gospodarstvo, zlasti v energetskem in infrastrukturnem sektorju.

## Podnebje in okolje

### Podnebje
Zaradi ogromnih razlik v zemljepisni širini, dolžini in nadmorski višini je podnebje Kitajske izjemno raznoliko, od tropskega na skrajnem jugu do subarktičnega na skrajnem severu in alpskega v višjih legah Tibetanske planote. V podnebju prevladujejo monsunski vetrovi, ki jih povzročajo razlike v sposobnosti absorpcije toplote med celino in oceanom. Vzhodnoazijski monsun poleti prenaša topel in vlažen zrak z juga in prinaša veliko večino letnih padavin v večjem delu države. Nasprotno pa pozimi prevladuje sibirski anticiklon, ki prinaša hladne in razmeroma suhe razmere. Napredovanje in umikanje monsunov v veliki meri vpliva na čas deževne sezone po vsej državi. Čeprav večina države leži v zmernem pasu, so njeni podnebni vzorci zapleteni.
Severne skrajnosti Heilongdžjanga in Notranje Mongolije imajo subarktično podnebje; nasprotno pa ima večina otoka Hainan in deli skrajnih južnih obrobij Junana tropsko podnebje. Pozimi so temperaturne razlike precejšnje, poleti pa bistveno manjše. Na primer, v okrožju Mohe v Heilongdžjangu se 24-urna povprečna temperatura januarja približuje −30 °C, medtem ko ustrezna številka julija presega 18 °C. Nasprotno pa ima večina Hainana januarsko povprečje nad 17 °C, medtem ko je julijsko povprečje tam na splošno nad 28 °C.
Padavine so skoraj vedno koncentrirane v toplejših mesecih, čeprav se letne skupne količine gibljejo od manj kot 20 milimetrov v severozahodnem Činghaiju in depresiji Turpan v Šindžjangu do zlahka preseže 2000 milimetrov v Guangdongu, Guangšiju in Hainanu. Samo v nekaterih žepih regije Dzungaria v Šindžjangu ni očitnih sezonskih sprememb padavin, ki opredeljujejo kitajsko (in v veliki meri vzhodnoazijsko) podnebje.
Letno trajanje sončnega obsevanja se giblje od manj kot 1100 ur v delih Sečuana in Čongkinga do več kot 3400 ur v severozahodnem Činghaiju. Sezonski vzorci sončne svetlobe se precej razlikujejo glede na regijo, vendar sta na splošno sever in tibetanska planota bolj sončna kot južni del države.

### Okolje
Onesnaženost zraka (delci žveplovega dioksida) zaradi odvisnosti od premoga je velik problem, skupaj z onesnaževanjem vode zaradi neobdelanih odpadkov in uporabo razpravljanih standardov koncentracije onesnaževal namesto skupne največje dnevne obremenitve. Primanjkuje vode, zlasti na severu. Vzhodni del Kitajske pogosto doživlja dim in gosto meglo v ozračju, ki sta posledica industrijskega onesnaženja. Pojavlja se močno krčenje gozdov z ocenjeno izgubo ene petine kmetijskih zemljišč od leta 1949 zaradi erozije tal in gospodarskega razvoja, ki posledično povzroča dezertifikacijo.
Kitajska je pogodbenica Antarktično-okoljskega protokola, Antarktičnega sporazuma, Konvencije o biološki raznovrstnosti, Pogodbe o podnebnih spremembah, Konvencije Združenih narodov o boju proti dezertifikaciji, Pogodbe o ogroženih vrstah, Pogodbe o nevarnih odpadkih, pomorskega prava, Mednarodni sporazumi o tropskem lesu iz leta 1983 in 1994, Mednarodna konvencija o ureditvi kitolova in sporazumi o odlaganju morskih odpadkov, zaščiti ozonske plasti, onesnaževanju z ladij in zaščiti mokrišč. Kitajska je podpisala, vendar ni ratificirala Kjotski protokol (vendar še ni dolžna zmanjšati svojih emisij ogljika v skladu s sporazumom, tako kot Indija) in pogodbo o prepovedi jedrskih poskusov.